# 特定指数的费马大定理的证明
费马大定理的完整证明是一个艰深的过程，但是，对于某些特定的指數n，其证明并不算十分复杂，因此在此展示费马大定理的特例证明。

## n=4
证明{\displaystyle x^{4}+y^{4}=z^{4}}没有全不为0的整数解。

### 预备知识
假设x,y,z是满足{\displaystyle x^{2}+y^{2}=z^{2}}的一组互质的整数解，那么存在互质的整数a,b，使得{\displaystyle x=a^{2}-b^{2},y=2ab,z=a^{2}+b^{2}}。

### 证明过程

#### 1
假设(x,y,z)为方程{\displaystyle x^{4}+y^{4}=z^{2}}一个解并且x,y互质，y为偶数，则{\displaystyle x^{2}=a^{2}-b^{2},y^{2}=2ab,z=a^{2}+b^{2}}，其中{\displaystyle a>b>0}，a、b互质，a、b的奇偶性相反。由{\displaystyle x^{2}=a^{2}-b^{2}}得a必定是奇数，b必定是偶数。

#### 2
另外，亦得{\displaystyle x^{2}+b^{2}=a^{2}}，再从此得{\displaystyle x=c^{2}-d^{2},b=2cd,a=c^{2}+d^{2}}，其中{\displaystyle c>d>0}，c、d互质，c、d的奇偶性相反。

#### 3
最后有{\displaystyle y^{2}=2ab=4cd(c^{2}+d^{2})}，由此得c、d和{\displaystyle c^{2}+d^{2}}为平方数。于是可设{\displaystyle c=e^{2},d=f^{2},c^{2}+d^{2}=g^{2}},即{\displaystyle e^{4}+f^{4}=g^{2}}。换句话说，(e,f,g)为方程{\displaystyle x^{4}+y^{4}=z^{2}}的另外一个解。但是，{\displaystyle z=a^{2}+b^{2}=(c^{2}+d^{2})^{2}+4c^{2}d^{2}>g^{4}>g>0}。就是说如果我们从一个z值出发，必定可以找到一个更小的数值 g,使它仍然满足方程{\displaystyle x^{4}+y^{4}=z^{2}}。如此类推，我们可以找到一个比g更小的数值，同时满足上式。但是，这是不可能的！因为z为一有限值，这个数值不能无穷地递降下去！由此可知我们最初的假设不正确。
所以，方程{\displaystyle x^{4}+y^{4}=z^{2}}没有正整数解。